# TIM Music Awards 2022
Die 16. TIM Music Awards wurden am 9. und 10. September 2022 in der Arena von Verona veranstaltet und live auf Rai 1 ausgestrahlt. Die Moderation übernahmen wie in den Jahren zuvor Carlo Conti und Vanessa Incontrada. Am 11. September wurde außerdem ein von Nek und Carolina Di Domenico moderiertes Special gezeigt. Offizielle Radiopartner waren Radio Italia und Rai Radio 2.
Ausgezeichnet wurden Musiker, die im Vorjahr mit einem Album Gold-, Platin- oder Mehrfachplatinstatus bzw. mit einer Single Mehrfachplatinstatus erreicht haben. Daneben wurden erfolgreiche Tourneen prämiert und diverse Sonderpreise vergeben.

## Erster Abend (9. September)

### Auftritte
- Marracash
- La Rappresentante di Lista
- Guè Pequeno
- Fabri Fibra und Maurizio Carucci
- Fabri Fibra und Colapesce & Dimartino
- Elisa
- Pinguini Tattici Nucleari
- Marco Mengoni
- Antonello Venditti und Francesco De Gregori
- Blanco
- Biagio Antonacci
- Ultimo
- Alessandra Amoroso
- Gianni Morandi
- Mika
- Rkomi und Elodie
- Elodie
- Irama
- Irama und Rkomi
- Dargen D’Amico
- North of Loreto, Raf und Guè Pequeno
- Fabrizio Moro

### Vergebene Preise
Alben
- Mehrfachplatin
  - Noi, loro, gli altri – Marracash
  - Materia (Terra) – Marco Mengoni
  - Blu celeste – Blanco
  - Solo – Ultimo
  - Il giorno in cui ho smesso di pensare – Irama
- Platin
  - Guesus – Guè Pequeno
  - Caos – Fabri Fibra
- Gold
  - Ritorno al futuro / Back to the Future – Elisa
  - Tutto accade – Alessandra Amoroso
  - Specchio – Ariete

Singles
- Mehrfachplatin
  - Crazy Love – Marracash
  - Infinity Love – Marracash und Guè Pequeno
  - Ciao ciao – La Rappresentante di Lista
  - Giovani Wannabe – Pinguini Tattici Nucleari
  - Mi fiderò – Marco Mengoni
  - Blu celeste – Blanco
  - Finché non mi seppelliscono – Blanco
  - Brividi – Blanco
  - Solo – Ultimo
  - Insuperabile – Rkomi
  - La coda del diavolo – Rkomi und Elodie
  - Bagno a mezzanotte – Elodie
  - Ovunque sarai – Irama
  - 5 gocce – Irama und Rkomi
  - Dove si balla – Dargen D’Amico

Tourneen
- Diamant
  - Ultimo Stadi 2022 – Ultimo
- Platin
  - Dove eravamo rimasti Tour – Pinguini Tattici Nucleari
  - Blu Celeste Tour – Blanco
- Gold
  - Back to the Future Live Tour – Elisa
  - Mengoni Live 2022 – Marco Mengoni
  - Antonello Venditti e Francesco De Gregori: Il Tour – Antonello Venditti und Francesco De Gregori
  - Irama Live 22 – Irama

Sonderpreise
- Premio Arena di Verona – Elisa
- Premio Arena di Verona – Amadeus
- Premio Arena di Verona – Mara Venier
- Premio SIAE – Giorgio Panariello
- Premio SIAE – Cristiano Malgioglio
- Premio TIM – Pinguini Tattici Nucleari
- Premio TIM – Biagio Antonacci
- Premio TIM – Gianni Morandi
- Premio EarOne – Elodie
- Premio Assomusica – Ultimo
- Sonderpreis für produzierte Lieder – Shablo
- Sonderpreis für weltweiten Erfolg – Måneskin

### Gäste
- Amadeus
- Giorgio Panariello
- Mara Venier
- Shablo
- Cristiano Malgioglio
- Måneskin (Liveschaltung)

## Zweiter Abend (10. September)

### Auftritte
- Modà
- Coez
- Sick Luke, Ketama126 und Franco126
- Lazza
- Salmo
- Brunori Sas
- Gigi D’Alessio
- Sangiovanni
- Max Pezzali
- Biagio Antonacci
- Fedez, Tananai und Mara Sattei
- Tananai
- Mahmood
- Riccardo Cocciante
- Francesca Michielin
- Rhove
- Nek
- Rocco Hunt und Elettra Lamborghini
- Francesco Gabbani
- Luigi Strangis
- Luchè
- Bresh
- Capo Plaza
- Paky
- Chiello

### Vergebene Preise
Alben
- Mehrfachplatin
  - Cadere volare – Sangiovanni
- Platin
  - Volare – Coez
  - X2 – Sick Luke
  - Sirio – Lazza
  - Flop – Salmo
  - Disumano – Fedez
- Gold
  - Discover – Zucchero
  - Strangis – Luigi Strangis
  - Dove volano le aquile – Luchè
  - Oro blu – Bresh
  - Hustle Mixtape – Capo Plaza
  - Salvatore – Paky
  - Oceano Paradiso – Chiello

Singles
- Mehrfachplatin
  - Come nelle canzoni – Coez
  - Kumite – Salmo
  - Cadere volare – Sangiovanni
  - Farfalle – Sangiovanni
  - La dolce vita – Fedez, Tananai und Mara Sattei
  - Sapore – Fedez
  - Brividi – Mahmood
  - Shakerando – Rhove
  - Caramello – Rocco Hunt und Elettra Lamborghini

Tourneen
- Gold
  - Flop Tour 2022 – Salmo
  - Brunori Sas Tour 2022 – Brunori Sas
  - MAX30 nei Palasport – Max Pezzali
  - World Wild Tour – Zucchero

Sonderpreise
- Premio Arena di Verona – Biagio Antonacci
- Premio Arena di Verona – Antonella Clerici
- Premio Arena di Verona – Mahmood
- Premio Arena di Verona – Riccardo Cocciante
- Premio SIAE – Modà
- Premio SIAE – Vincenzo Salemme
- Premio TIM Summer Hits – Fedez, Tananai und Mara Sattei
- Premio TIM für die Karriere – Francesca Michielin
- Sonderpreis für die Karriere – Nek
- Sonderpreis zum 30-jährigen Jubiläum – Gigi D’Alessio

### Gäste
- Alessandro Cattelan
- Federica Pellegrini
- Andrea Delogu
- Antonella Clerici
- Vincenzo Salemme
- Stefano De Martino
- Milly Carlucci
- Zucchero (Liveschaltung)
- Tiziana Giardini (Witwe von Stefano D’Orazio, Schlagzeuger von Pooh)

## Einschaltquoten
| Datum              | Zuschauer | Quote   |
| ------------------ | --------- | ------- |
| 9. September 2022  | 2.859.000 | 20,36 % |
| 10. September 2021 | 2.638.000 | 20,29 % |
| 12. September 2021 | 1.586.000 | 12,60 % |

## Belege
1. ↑  Mario Manca: Nek e Carolina Di Domenico: «Dietro le quinte dei TIM Music Awards, tra amicizia e curiosità». In: Vanity Fair Italia. 11. September 2022, abgerufen am 12. September 2022 (italienisch).
2. ↑  Ascolti TV Venerdì 9 settembre 2022. In: DavideMaggio.it. 10. September 2022, abgerufen am 10. September 2022 (italienisch).
3. ↑  Ascolti TV Sabato 10 Settembre 2022. In: DavideMaggio.it. 11. September 2022, abgerufen am 11. September 2022 (italienisch).
4. ↑  Ascolti TV Domenica 11 settembre 2022. In: DavideMaggio.it. 12. September 2022, abgerufen am 12. September 2022 (italienisch).